# La Paisanita (comuna)
La Paisanita (comuna) é uma comuna da província de Córdoba, na Argentina.